# Georg Bochmann
Georg Bochmann (18 de septiembre de 1913 - 8 de junio de 1973) fue un comandante de alto rango y Oberführer en las Waffen-SS que comandó la División SS Götz von Berlichingen y la División SS Horst Wessel. Se le concedió la Cruz de Caballero de la Cruz de Hierro con Hojas de Roble y Espadas.

## Primeros años
Bochmann nació en Albernau, en Sajonia en la frontera con Bohemia. Su familia eran obreros textiles de medios modestos. Estudió en la Universidad de Leipzig. Después de ingresar en las Juventudes Hitlerianas, Bochmann se unió al Partido Nazi en 1933 (número de carnet: 1.907.565) y a las SS el mismo año (número de carnet: 122.362), trabajando en el campo de concentración de Dachau. En 1936, fue designado al "SS-Totenkopf Standarte Oberbayern".

## Segunda Guerra Mundial
En noviembre de 1939 fue nombrado SS-Obersturmführer y "fue un impulsor principal en la creación y equipamiento de la División SS Totenkopf, 1939-1940." En 1940, asumió el mando de una unidad armada dentro de la División SS Totenkopf y durante la campaña francesa la división luchó en Cambrai, Arras, Dunquerque, y participó en avances profundos en el suroeste de Francia. Por sus éxitos Bochmann recibió la Cruz de Hierro de segunda clase. Un poco después fue promovido a SS-Hauptsturmführer. La 3.ª División SS Totenkopf permaneció en Francia hasta abril de 1941 cuando fue transferida al este para preparar la Operación Barbarroja.
En el frente oriental la Totenkopf luchó como parte del Grupo de Ejércitos Norte alemán. Bochmann luchó en el Báltico y Leningrado y fue citado por su desempeño en Kaunas y Dünaburg en Letonia. En julio de 1941 Bochmann recibió la Cruz de Hierro de primera clase, y en agosto de 1941 la división alcanzó el lago Ilmen.
En enero de 1942 la 3.ª División SS Totenkopf fue formalmente transferida al "Segundo Cuerpo de Ejército" alemán y durante la ofensiva de invierno soviética hubo una batalla particularmente salvaje en Demyansk. Cerca de 100.000 soldados alemanes fueron rodeados durante tres meses y fueron aprovisionados mayormente por lanzamientos aéreos de la Luftwaffe. Por sus acciones, Bochmann recibió la Cruz de Caballero. Poco después recibió el Escudo de Demyansk. El 2 de abril de 1942 Bochmann fue promovido a SS-Sturmbannführer (Mayor).
El 21 de octubre de 1942 Bochmann fue nombrado comandante del 2.º Batallón Motorizado del Regimiento "Thule" (dentro de la 3.ª División SS Totenkopf). A finales de octubre la división fue retirada a Francia para reequipamiento. Después de retornar al frente oriental, Bochmann asumió el mando del 3.º Batallón Motorizado y participó en las batallas por Járkov. Se le concedieron las Hojas de Roble por su Cruz de Caballero el 17 de mayo de 1943.
Posteriormente Bochmann fue nombrado para el mando del Regimiento Panzer en la división; el 9 de noviembre de 1943 fue promovido a SS-Obersturmbannführer (Teniente Coronel). Comandó el Regimiento Panzer de la "Totenkopf" durante la batalla de Kursk y las batallas subsiguientes a lo largo del Mius. Tras nuevas heridas fue retirado del frente y enviado a casa. En Alemania fue nombrado jefe de la Escuela de Oficiales de las SS de Administración en Arolsen, Hesse. El 9 de noviembre de 1944 fue promovido a SS-Standartenführer y transferido a la 2.ª División Panzer SS Das Reich. Sin embargo, solo unas pocas semanas después fue transferido apresuradamente al mando de un regimiento blindado de las SS en la 9.ª División Panzer SS Hohenstaufen el 20 de noviembre.
Bochmann realmente solo retornó al combate el 2 de enero de 1945 cuando fue nombrado comandante de la 18.ª División de Granaderos Panzer SS Horst Wessel. Después de un breve periodo de lucha en el oeste, la división fue trasladada al frente oriental, donde fue diezmada y rápidamente rodeada por el Ejército Rojo en Oberglogau, Silesia. Aunque herido, Bochmann condujo un avance exitoso y le fueron concedidas las Espadas de la Cruz de Caballero (convirtiéndose en el 140º galardonado), las Hojas de Roble y la prestigiosa medalla de herido en oro. También fue promovido a SS-Oberführer el 20 de abril de 1945.
Con solo unas pocas semanas para el fin de la guerra, Bochmann fue nombrado comandante de la 17.ª División SS de Granaderos Panzer Götz von Berlichingen. Después de retirarse a Baviera rechazó órdenes suicidas del Generalfeldmarschall Ferdinand Schörner de atacar a las tropas Aliadas, fue despedido de su puesto y se iniciaron planes para llevarlo a un consejo de guerra.
Después lideró a las tropas de las SS de la División Berlichingen en la batalla por el Castillo de Itter. Como secuela, el 9 de mayo de 1945 Georg Bochmann se rindió ante tropas de EE.UU. en la región de Rottach-Egern.
Georg Bochmann murió en 1973.

## Condecoraciones
- Cruz de Hierro (1939) 2ª Clase (20 de junio de 1940) & 1ª Clase (8 de julio de 1941)[3]
- Cruz de Caballero de la Cruz de Hierro con Hojas de Roble y Espadas
  - Cruz de Caballero el 3 de mayo de 1942 como SS-Hauptsturmführer y como líder del SS "Totenkopf"-Panzer-Jäger-Abteilung.[4]
  - 246ª Hojas de Roble el 17 de mayo de 1943 como SS-Sturmbannführer y comandante del II./SS-Krad-Schützen-Regiment "Thule"[4]
  - 140ª Espadas el 26 de marzo de 1945 como SS-Standartenführer y líder de la 18. SS-Freiwilligen-Panzergrenadier-Division "Horst Wessel"[4]